# PRK-30
PRK-30 foi um programa de rádio brasileiro. Era uma atração humorística criada por Lauro Borges e Castro Barbosa, sendo exibida inicialmente na Rádio Mayrink Veiga do Rio de Janeiro. Posteriormente, foi transmitida na Rádio Nacional.
O programa foi levado ao ar de 1944 a 1964. Fazendo referência aos antigos prefixos de rádio, o PRK-30 se apresentava como uma emissora de rádio clandestina, satirizando atrações da época, como novelas, programas de auditório e transmissões esportivas. No programa, Castro Barbosa interpretava Megatério Nababo D’Alicerce, enquanto Lauro Borges era Otelo Trigueiro.

## História
Lauro Borges e Castro Barbosa se conheceram no Programa Casé, na antiga Rádio Philips, durante a década de 1930. Em 1936, eles se transferiram para a Rádio Transmissora, junto com Casé. Em seguida, eles se foram para a Rádio Mayrink Veiga. Nessa época, a dupla se dividia entre as locuções e canções na Transmissora e os humorísticos da Mayrkink Veiga. Isso permaneceu até 1939, quando a dupla foi para a Rádio Clube.
Em 1942 estreava na Rádio Clube o quadro "PRK-20", dentro do programa Sorrisos Colgate. A atração satirizava dos formatos das emissoras de rádio e era escrito por Renato Murce, mas logo o formato ficou a cargo de Castro e Lauro.
Lauro Borges transferiu-se para a Mayrink Veiga em 1944. Ele pretendia continuar com o PRK-20 na nova emissora junto com Castro Barbosa, mas Renato Murce impediu de utilizar o titulo original, pois estava registrado pela Rádio Clube. A solução foi rebatizar para PRK-30.

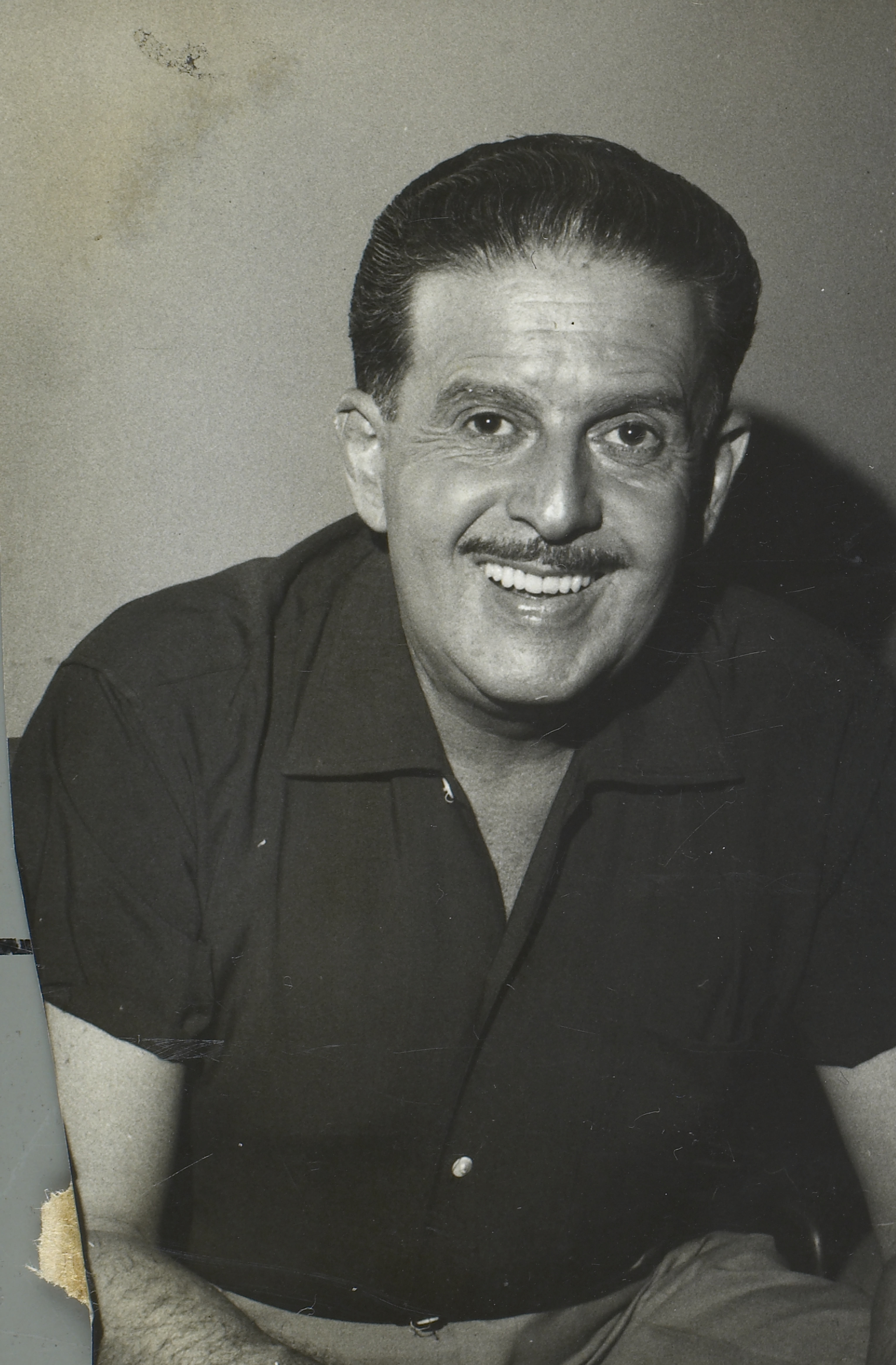
Castro Barbosa, um dos apresentadores do PRK-30

O PRK-30 estreou na Mayrink Veiga em 19 de outubro de 1944. Mas Castro Barbosa só pôde entrar no ar no 25.º programa, por causa de seu contrato na Rádio Clube. A dupla inicial era Lauro Borges e Pinto Filho, este que interpretava o português Chouriço de Moraes.
Em 1946, o programa transferiu-se para a Rádio Nacional, então a maior emissora do país. Em 1950, Lauro Borges e Castro Barbosa levaram o PRK-30 para São Paulo, assinando um contrato com a Rádio Record para uma curta temporada de alguns meses. Isso não agradou a emissora carioca, que queria exclusividade. Assim, a última edição da PRK-30 na Nacional foi apresentada em 16 de janeiro de 1951. Nesse mesmo ano, eles assinaram com a Rádio Tupi de São Paulo.
O PRK-30 voltou a ser exibido na Mayrink Veiga em 1955. Em 12 de maio de 1959, voltou para a Nacional, onde ficou até 7 de junho de 1964, ano em que chegou ao fim.

## O PRK-30 na televisão
Lauro Borges era resistente em levar o PRK-30 para a televisão. Isso porque, segundo as suas próprias palavras, tratava-se de um programa para "ser ouvido". Além disso, com a estrutura da televisão na época não era possível levar ao ar um programa com várias caracterizações e personagens.
Apesar das resistências, o programa chegou a ser exibido na televisão. Em 15 de julho de 1959, o PRK-30 estreou pela TV Paulista, ficando quase cinco anos no ar.

## Livro
Considerado um marco do humor brasileiro, o PRK-30 também inspirou um livro. "PRK-30, o mais famoso programa de humor da era do rádio" foi escrito por Paulo Perdigão.